# Joe Van Moyland
Joe Van Moyland (nom de scène de Joseph Antony Bernays, né en 1983 à York, dans le Yorkshire) est un chanteur, batteur et acteur britannique. 
Après avoir été batteur des Pipettes, avec comme pseudonyme Joe Lean, il a été le leader du groupe Joe Lean and The Jing Jang Jong (en).

## Filmographie

### Au cinéma
- 2005 : Brothers of the Head : Druggy Friend
- 2005 : Color Me Kubrick (Colour Me Kubrick: A True...ish Story) : Spencer
- 2006 : Starter for 10 : Hippy at the Party
- 2011 : Where Are They Now? : Young Man
- 2011 : Balzan's Contract
- 2011 : Jane Eyre : Lord Ingram
- 2012 : Coward : Stephens

### À la télévision
- 2002 : Comedy Lab (série TV) : Tom
- 2003 : Fortysomething (série TV) : Edwin Slippery
- 2004 : Belonging (TV) : Luke
- 2004 : The Last Chancers (série TV) : Singer
- 2005 : Donovan (série  télévisée) : Rob Parker
- 2005 : Nathan Barley (série TV) : Mudd
- 2005 : The Last Detective (série TV) : Marcus
- 2005 : Meurtres en sommeil (Waking the Dead) : Stephen (série TV)
- 2006 : Simon Schama's Power of Art (série TV) : Younger Turner
- 2007 : Peep Show (série  télévisée) : Jamie Chapman
- 2007 : Les Tudors (série télévisée) : Thomas Tallis (saison 1, 9 épisodes)
- 2011 : Fresh Meat (série TV) : Jerry